# Rudak (gwarowe)
Rudak – w gwarach mazowieckich część pola, gdzie pod cienką warstwa gleby znajdują się skamieniałe pokłady rud żelaza. Rudaki uznaje się za miejsca nieurodzajne, stąd waloryzowane negatywnie, w folklorze lokalnym czasami kojarzone z kolorem rudym, fałszem, bezpłodnością.  W niektórych wsiach (Tadajówka oraz okoliczne wsie, pow. żuromiński), rozkopywano rudaki i z wydobytego surowca budowano domy i budynki gospodarcze.